# Jonathan Mover
Jonathan Mover es un baterista estadounidense, ganador del premio Grammy, que ha trabajado como músico de sesión de una gran cantidad de artistas y bandas como Aretha Franklin, Fuel, Alice Cooper, Shakira, Julian Lennon, GTR, Everlast, The Tubes, Mick Jagger, Steve Howe, Peter Frampton, Oleander, Celine Dion, Elton John, Stuart Hamm, They Might Be Giants, Frank Gambale, Mike Oldfield, Steve Hackett, Marillion, Beastie Boys, Joe Satriani, Joe Lynn Turner, Dave Koz, Jan Hammer, Jimmy Barnes, Saigon Kick, Alan Friedman, Bernardo Lanzetti, entre otros.